# Cerrillos, Mexiko
Cerrillos är en ort i Mexiko.   Den ligger i kommunen Ahome och delstaten Sinaloa, i den västra delen av landet, 1 200 km nordväst om huvudstaden Mexico City. Cerrillos ligger 48 meter över havet och antalet invånare är 2 677.
Terrängen runt Cerrillos är huvudsakligen mycket platt. Cerrillos ligger uppe på en höjd. Runt Cerrillos är det ganska tätbefolkat, med 72 invånare per kvadratkilometer. Närmaste större samhälle är Los Mochis, 13,5 km sydväst om Cerrillos. Trakten runt Cerrillos består till största delen av jordbruksmark.